# Clematis hexapetala
Clematis hexapetala är en ranunkelväxtart som beskrevs av Pall.. Clematis hexapetala ingår i släktet klematisar, och familjen ranunkelväxter. Utöver nominatformen finns också underarten C. h. tcheofouensis.

## Bildgalleri

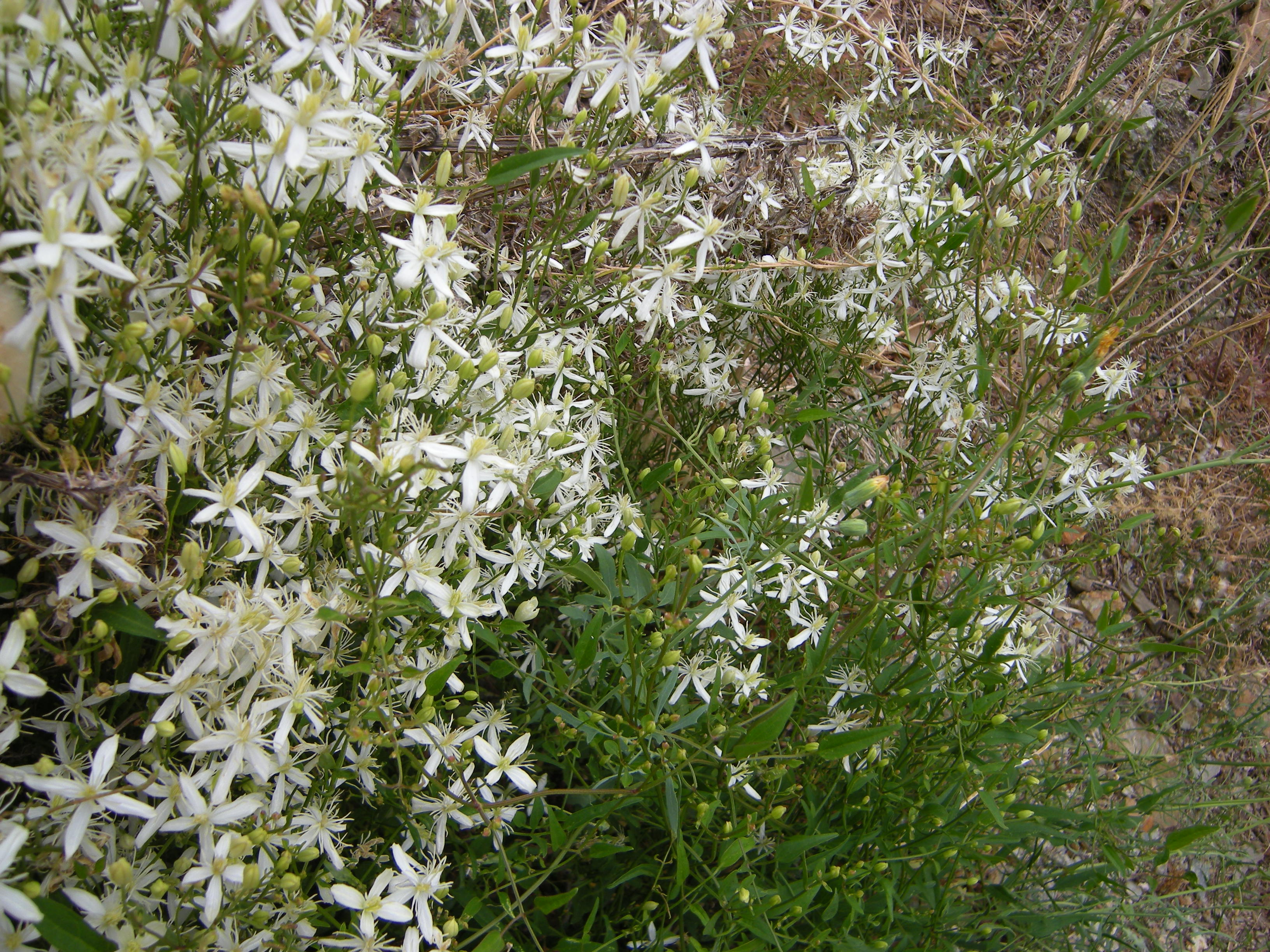
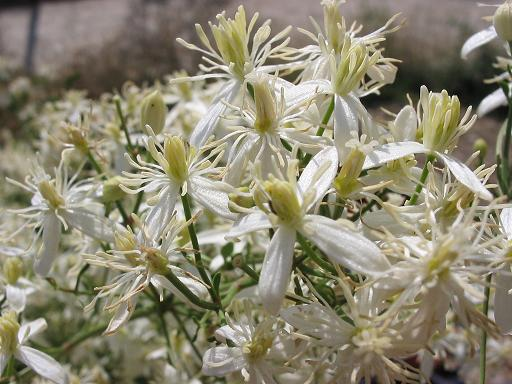
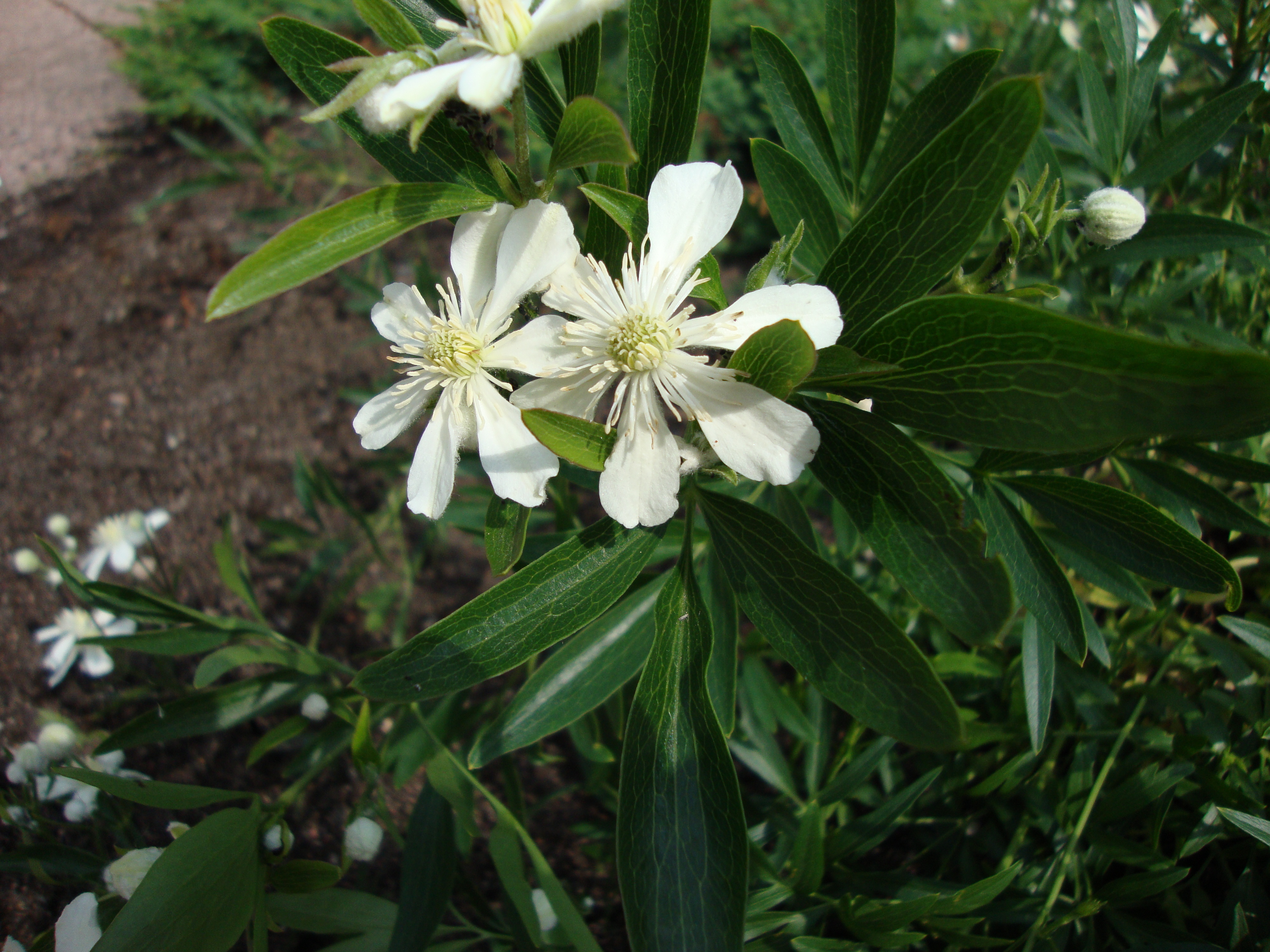
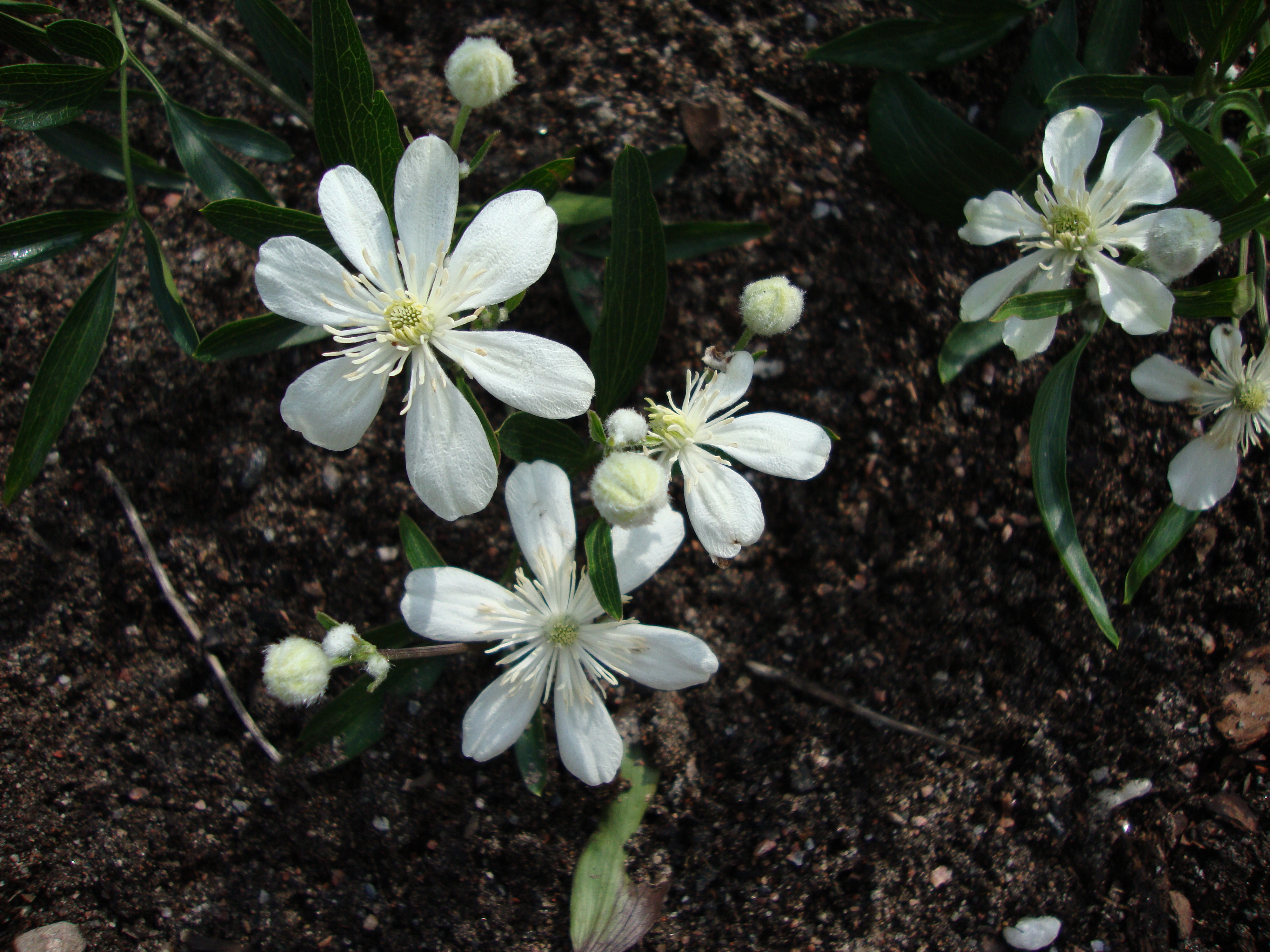